# 馮師孔
馮師孔（？—1643年），字景鲁，開封府原武县人，明朝进士、官员。

## 生平
万历四十四年（1616年）进士。授刑部主事，历员外郎、郎中。恤刑陕西，释疑狱百八十人。天启初，出为真定府知府，迁井陉兵备副使，忧归。崇祯二年，起临巩兵备，改固原，再以忧归。服阕，起怀来兵备副使，移密云。忤镇守中官邓希诏。希诏摭他事劾之，下吏，削籍归。十五年诏举边才，用荐起故官，监通州军。明年，举天下贤能方面官，郑三俊荐师孔。六月，擢右佥都御史，代蔡官治巡抚陕西，调兵食，趣总督孙传庭出关。李自成将自淅川龙车寨间道入陕西。传庭闻之，令师孔率四川、甘肃兵驻商、雒为掎角，而师孔趣战。无何，官军败绩于南阳，贼遂乘胜破潼关，大队长驱，势如破竹。师孔整众守西安，人或咎师孔趣师致败也。贼至，守将王根子开门入之。十月十一日，城陷，师孔投井死。同死者，按察使黄絅，长安知县吴从义，秦府长史章尚絅，指挥崔尔达。

## 延伸阅读
[在维基数据编辑]
 《明史卷二百六十三》，出自《明史》